# Snow Lake Shores, Mississippi
Snow Lake Shores là một thành phố thuộc quận Benton, tiểu bang Mississippi, Hoa Kỳ. Năm 2010, dân số của thành phố này là 319 người.

## Dân số
- Dân số năm 2000: 300 người.
- Dân số năm 2010: 319 người.